# 早开堇菜
早开堇菜（学名：Viola prionantha）是堇菜科堇菜属的植物。分布在俄罗斯、朝鲜以及中国大陆的黑龙江、辽宁、甘肃、江苏、吉林、宁夏、山东、云南、内蒙古、山西、湖北、陕西、河南、河北等地，多生长在山坡草地、沟边或宅旁等向阳处。

## 别名
光瓣堇菜（静生生物调查所汇报）